# Roberto Octavio Balmori Cinta
Roberto Octavio Balmori Cinta MJ (ur. 20 listopada 1943 w Coatzacoalcos) – meksykański duchowny rzymskokatolicki, w latach 2002–2020 biskup Ciudad Valles.

## Życiorys
Wstąpił do Zgromadzenia Misjonarzy św. Józefa z Meksyku i w nim złożył śluby zakonne 12 grudnia 1964, zaś 17 maja 1970 przyjął święcenia kapłańskie. Po ukończeniu studiów misjologicznych w Rzymie został wykładowcą w zakonnym seminarium, w 1985 został wybrany wikariuszem generalnym zgromadzenia, zaś w 1991 jego przełożonym. Po ukończeniu kadencji w 1997 rozpoczął pracę duszpasterską w stolicy Meksyku.
5 kwietnia 2002 został mianowany biskupem Ciudad Valles. Dwa miesiące później przyjął sakrę biskupią z rąk kard. Adolfo Antonio Suárez Rivery.
19 marca 2020 przeszedł na emeryturę.